# Ремизова-Васильева, Анна Владимировна
А́нна Влади́мировна Ре́мизова-Васи́льева (псевдоним Мисс; между 1880 и 1890, Санкт-Петербург — 1928, место смерти неизвестно) — русская художница, график.

## Творческий путь
Работала в издании «Сатирикон», которое выходило раз в неделю в период с 1908 по 1914 годы. Свои картины и рисунки подписывала псевдонимом Мисс.
Значительное влияние на ее творчество оказали Константин Сомов и английский график Обри Бердслей. Её работы публиковали на страницах «Нового Сатирикона» и «Солнца России». Входила в общество «Мир искусства».
Родоначальником т. н. будуарного направления графики, жанра, в котором работала художница, является английский иллюстратор Обри Бердслей. В творчестве Ремизовой-Васильевой прослеживается влияние «Галантного века». В её рисунках передан шарм той эпохи, а облик действующих персонажей передан с изображается с оттенками ироничной ностальгии по XVIII веку. Чувственность образов — отличительная черта творчества Ремизовой.
Особенно эта линия заметна в альбоме Ремизовой-Васильевой «Купидоновы проказы», в котором содержатся цветные и чёрно-белые иллюстрации и подписи к ним (стихотворения, афоризмы). На изображениях можно увидеть галантные сцены в будуарах и саду. Работы выполнены в жанре символической графики, для них характерны детальная прорисовка, обилие мелких элементов в стиле XVIII века.
После Октябрьской революции о Ремизовой-Васильевой в открытых источниках никаких упоминаний уже не встречается. По непроверенным данным, последние годы художница прожила в Херсоне.

## Семья
Родители: отец — Владимир Сергеевич Ремизов-Васильев (1847—1908), был известным актёром Императорских театров, мать — Ксения Яковлевна. Брат — Николай Ремизов-Васильев (1887—1975) — график, театральный художник.

## Публикации
- [Ремизова-Васильева, А.] Альбом Мисс. Купидоновы проказы. Les Avantures galantes. СПб.: Изд. М. Г. Корнфельда, 1913. [80] с., ил. 25,5 х 25 см.

## Адрес в Санкт-Петербурге
- 1917 г. — М. Ивановская, д. 2[уточнить]